# Ulysse Butin
Pour les articles homonymes, voir Butin.
Ulysse Louis Auguste Butin, né le 15 mai 1838 à Saint-Quentin et mort le 9 décembre 1883 à Paris, est un peintre français.

## Biographie

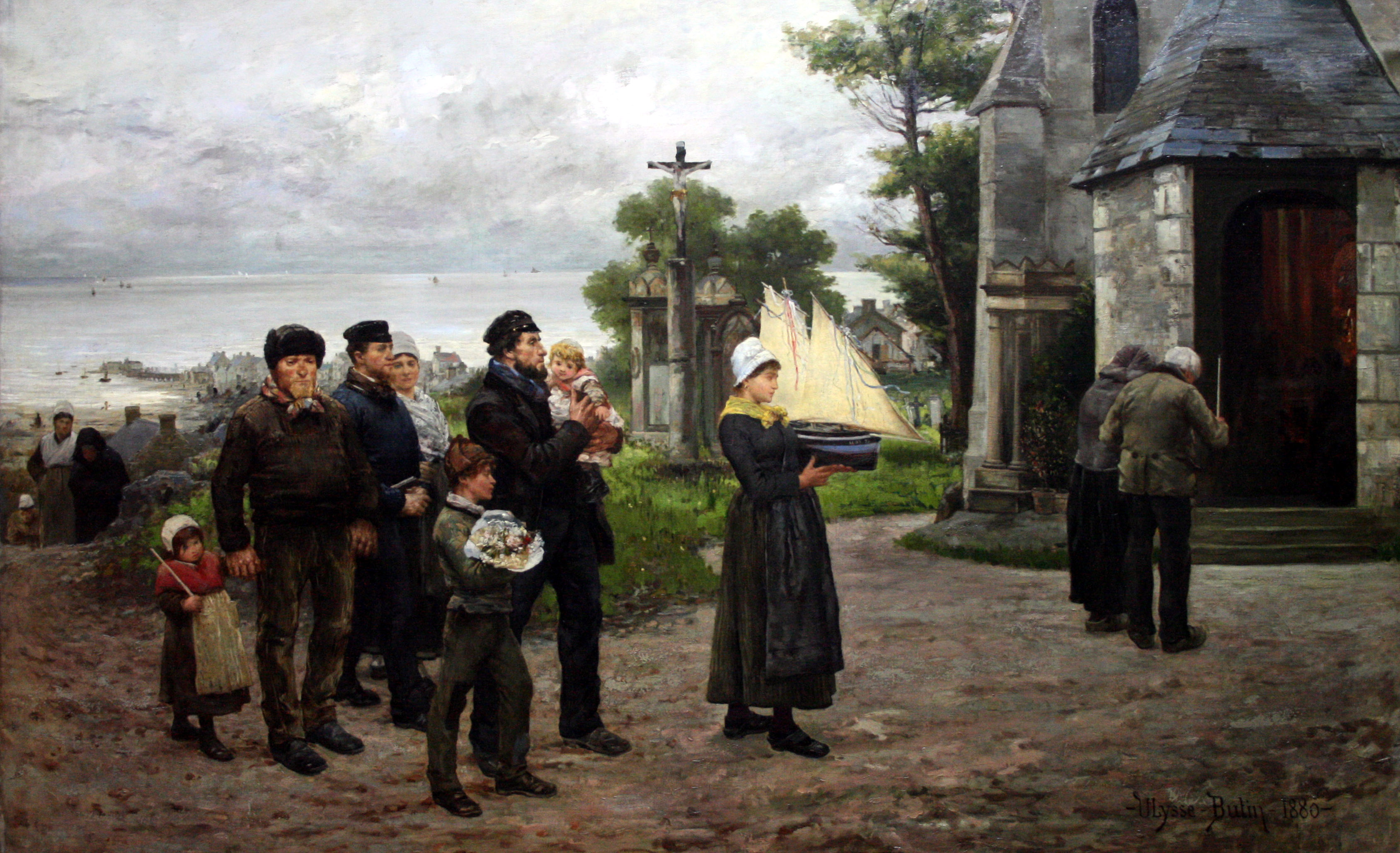
Ex-voto (1880), palais des beaux-arts de Lille.

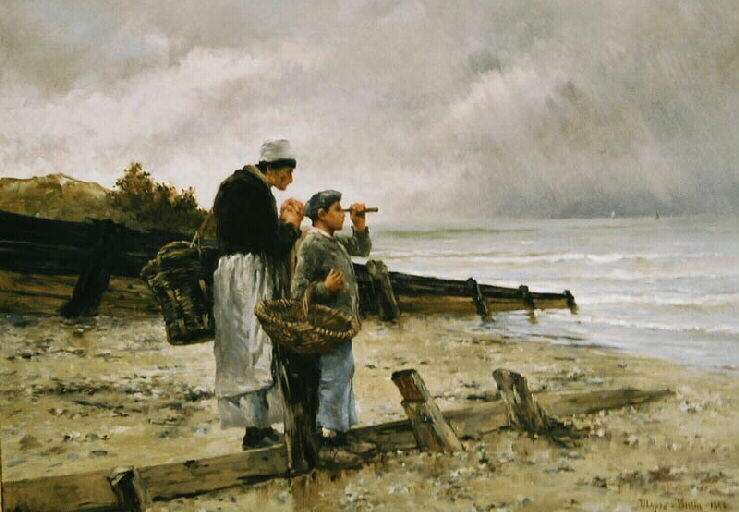
Au bord de la plage (1883), musée des beaux-arts de Pau.

Fils d'un tulliste, Ulysse Butin est l'élève de François-Édouard Picot et d'Isidore Pils à l'École des beaux-arts de Paris, puis reçoit des conseils d'Antoine Guillemet à Villerville.
Il participe à la décoration de l'Opéra de Paris sous la direction de Charles Garnier, et y réalise l'allégorie du Mois d'avril de la galerie du Glacier.
Artiste naturaliste, il peint des scènes populaires de bord de mer dont la portée ethnologique a autant d'intérêt que la valeur artistique. Au moins trois de ses toiles sont conservées dans les collections publiques à Lille, Pau et Paris. Deux autres se trouvent au musée des Beaux-Arts de San Francisco.
Il est médaillé à deux reprises, au Salon de 1875 puis à celui de 1878, et reçoit les insignes de chevalier de la Légion d'honneur le 13 juillet 1881.
Ernest Duez a peint son portrait vers 1880 (Paris, musée d'Orsay).
Ulysse Butin meurt le 9 décembre 1883 en son domicile du 8e arrondissement de Paris, et est inhumé au cimetière du Père-Lachaise (65e division).

## Œuvres dans les collections publiques
- Dieppe, château de Dieppe : Dieppe - La retenue, vers 1850, aquarelle[4].
- Fécamp, Les Pêcheries, Musée de Fécamp : Femmes au cabestan, fusain
- Lille, palais des beaux-arts : Ex-voto, 1880, huile sur toile[5].
- Paris, musée d'Orsay :
  - Angoisse, 1880, huile sur toile, localisation inconnue[6] ;
  - Enterrement d'un marin à Villerville, 1878, huile sur toile[7].
- Pau, musée des beaux-arts : Au Bord de la plage, 1883, huile sur toile[8].

## Élèves
- Albert Bance (1848-1899)[9]
- Edmond Defonte (1862-1948)
- Charles Roussel (1861-1936)